# Municipalità locale di Umlalazi
La municipalità locale di Umlalazi (in inglese Umlalazi Local Municipality) è una municipalità locale del Sudafrica  appartenente alla municipalità distrettuale di King Cetshwayo, nella provincia di KwaZulu-Natal. In base al censimento del 2001 la sua popolazione è di 221.076 abitanti.
La sede amministrativa e legislativa è la città di Eshowe e il suo territorio si estende su una superficie di 2.300 km² ed è suddiviso in 26 circoscrizioni elettorali (wards). Il suo codice di distretto è KZN284.

## Geografia fisica

### Confini
La municipalità locale di Umlalazi confina a nord con quelle di Nkandla, Mthonjaneni e Ntambanana, e ad est con quella di uMhlathuze e con l'oceano Indiano, a sud con quelle di Mandeni e KwaDukuza (iLembe) e a sud e a ovest con quella di Maphumulo (iLembe).

### Città e comuni
- Amatikulu
- Bangindoda
- Bhekeshowe
- Bhekabelungu Biyela
- Blackburn
- Dinuzulu
- Emangidini
- Entembeni
- Entumeni
- Eshowe
- Gingindlovu
- Hudley
- Khoza
- Kolweni
- KwaMondi
- Middledrift
- Mbongolwane
- Mombeni
- Mpungose
- Mpushini Park
- Mtunzini
- Mvuzane
- Mxhwanazi
- Mzimela
- Ndlangubo
- Nkwalini
- Nyezane
- Ntuli
- Nzuza
- Sabeka
- Shange
- Sikhonyane
- Umgoye Forest
- uMlalazi
- Vuma
- Zulu

### Fiumi
- Kwamazuka
- Mamba
- Matigulu
- Mhlatuze
- Mhtatuzana
- Mlalazi
- Mpisi
- Nembe
- Tugela
- Umvuzane